# Гражданский кодекс РСФСР 1922 года
Гражданский кодекс РСФСР (ГК РСФСР) — советский российский гражданский кодекс, принятый 31 октября 1922 года. Данный законодательный акт был первым в России гражданским кодексом и первым в мире гражданским кодексом социалистического государства. Он оформил становление советского гражданского права и обобщил менее чем двухлетний опыт развития гражданско-правовых институтов в условиях новой экономической политики.
ГК РСФСР 1922 года представлял собой своеобразное соединение ряда положений основанного на признании частноправовых принципов дореволюционного проекта Гражданского уложения и норм советских декретов, изымающих из гражданского оборота земельные участки и средства производства и устанавливающих иные пределы применения частной инициативы и частного капитала. Признание за физическими лицами и организациями гражданской правосубъектности ограничивалось целью «развития  (статья 4), а осуществление гражданских прав было связано Кодексом с их социально-хозяйственным назначением (статья 1).

## Основные черты советского гражданского права до принятия Гражданского кодекса РСФСР 1922 года

### Право собственности
В результате победы Октябрьской революции старое право Российской империи подверглось слому. Решительно ломались и гражданско-правовые институты. Определяющей причиной было то, что основным объектом регулирования отрасли гражданского права являлись отношения [должна была разрушить частную собственность; предполагалось заменить товарно-денежные отношения государственным распределением продуктов. Частная собственность подлежала ограничению, а затем и упразднению. Наибольшее внимание законодателя в 1917—1918 годах привлекали институты вещного права. Из вещных прав нормативные акты Советского государства преимущественно касались права собственности и прежде всего источников возникновения права социалистической собственности.
В первых актах Советского государства уже содержались нормы, посвященные государственной, кооперативной и частной формам собственности. В собственность Советского государства автоматически переходило все имущество, ранее являвшееся собственностью Российской республики. Однако важнейшим источником возникновения права государственной собственности Советской России стала национализация.
Декретом II Всероссийского съезда Советов «О земле» уничтожался институт частной собственности на землю, её недра, воды, леса. Земля стала собственностью государства и перестала быть объектом гражданского оборота. В собственность Советского государства в первые год революции перешли частные банки, строения в городах, церковное имущество, частные больницы, торговые предприятия.
В декретах, посвященных национализации, применялись разнообразные правовые термины: национализация, конфискация, реквизиция, секвестр, муниципализация. Данные термины применялись в первый год советской власти чаще всего как синонимы. В декретах шла речь о переходе в собственность государства тех или иных объектов, находящихся в частной собственности, давались указания, в чье распоряжение они переходят.
Национализировались не только предприятия, принадлежавшие российским гражданам, но и расположенные на территории Советской России промышленные и транспортные предприятия, принадлежавшие смешанным акционерным обществам и компаниям, а также отдельным иностранцам. Дипломатический корпус заявил в феврале 1918 г., что не будет признавать декретов о национализации, касающихся иностранных подданных. Однако, несмотря на протесты, Советское государство продолжало политику национализации.
В первые месяцы после революции, особенно в период Гражданской войны и иностранной интервенции, большое распространение получили государственные монополии. Была введена государственная монополия на торговлю сельскохозяйственными машинами, семенами, хлебом; чуть позже, в марте 1918 г. — на спички, свечи, рис, кофе и пряности. Была введена монополия и на торговлю предметами промышленного производства (металлом, тканями и др.). Впервые в мировой законодательной практике было установлено положение, что всякое бесхозяйное имущество является государственной собственностью.

## Создание Гражданского кодекса РСФСР 1922 года

### Первые шаги кодификации гражданского права
Решения X съезда РКП(б) о переходе к нэпу положили начало новому экономическому курсу, в связи с чем встала задача разработать институты гражданского права, в которых чувствовалась особая необходимость.
Начиная с лета 1921 года Наркомюст приступил к разработке крупного гражданско-правового нормативного акта — Кодекса законов об обязательствах, возникающих из договоров. Сфера договорных обязательств была избрана не случайно: данный вид обязательств был менее всего урегулирован советским законодательством, а развитие торгового оборота диктовало необходимость урегулировать в первую очередь эти отношения. Возрастание доли частного сектора в экономике вызывало у государства необходимость установить контроль за договорами, заключаемыми предпринимателями. Устоявшегося названия проект не имел: в протоколах коллегии Наркомюста он именуется и Кодексом об обязательствах, возникающих из договоров, и гражданским обязательственным правом, и Гражданским кодексом, и Кодексом обязательственного права. В начале 1922 года проект был передан в Совнарком РСФСР под названием «Положение об обязательствах, возникающих из договоров».
20 февраля 1922 года председатель Совнаркома В. И. Ленин направил наркому юстиции Д. И. Курскому письмо «О задачах Наркомюста в условиях новой экономической политики», копии которого были пересланы всем членам Политбюро ЦК РКП(б) и Президиума ВЦИК. В данном письме Ленин, в частности, писал:

Идет подготовка нового гражданского законодательства. НКЮст «плывет по течению»; я это вижу. А он обязан бороться против течения. Не перенимать (вернее, не дать себя надувать тупоумным и буржуазным старым юристам, кои перенимают) старое, буржуазное понятие о гражданском праве, а создавать новое. Не поддаваться Наркоминделу, который «по должности» тянет линию «приспособления к Европе», а бороться с этой линией, вырабатывать новое гражданское право, новое отношение к «частным» договорам и т. п. Мы ничего «частного» не признаем, для нас все в области хозяйства есть публично-правовое, а не частное. Мы допускаем капитализм только государственный, а государство, это — мы, как сказано выше. Отсюда — расширить применение государственного вмешательства в «частноправовые» отношения; расширить право государства отменять «частные» договоры; применять не corpus juris romani к «гражданским правоотношениям», а наше революционное правосознание...

1 марта 1922 года Ленин в письме А. Д. Цюрупе сообщил, что ознакомился с главными положениями проекта, и рекомендовал «ограничиться... декларативным заявлением, а самый кодекс подработать детальнее». Он предложил Цюрупе «провести это через Президиум ВЦИКа и Политбюро». Политбюро ЦК РКП(б) приняло данный вопрос к рассмотрению и 22 марта издало решение, в котором, в частности, говорилось: «Предложить т. Курскому впредь до выработки положения о введении твердых норм гражданского уложения  и правоотношений внести в СНК, а затем во ВЦИК провозглашение основных имущественных прав, которые признаются РСФСР, охраняются законом и защищаются судом».
К разработке проекта «провозглашения», или декларации, Д. И. Курский приступил не сразу. Подготовка указанного проекта была осуществлена членом государственной комиссии законодательных предположений при СНК Д. С. Постоловским. В письме Д. И. Курскому от 31 марта Ленин дал указание подготовить проект «в двухнедельный срок максимум». Начиная с 22 апреля 1922 года проект декрета «Об основных частных имущественных правах, признаваемых РСФСР, охраняемых её законами и защищаемых судами РСФСР» обсуждался на заседании Совнаркома. 2 мая Совнарком утвердил предложенный текст, внеся в него некоторые изменения. 22 мая декрет был принят III сессией ВЦИК IX созыва.
Декрет «Об основных частных имущественных правах, признаваемых РСФСР, охраняемых её законами и защищаемых судами РСФСР» открывал достаточно широкие возможности для частной инициативы: предоставлял гражданам право организовывать промышленные и торговые предприятия, иметь на праве собственности и в городах и в селениях немуниципализированные строения с правом их отчуждения, получать земельные участки на праве застройки и т. д. Признавая право собственности граждан на известные виды имуществ, декрет допускал также и наследование в этих имуществах как по закону, так и по завещанию, ограничивая его лишь суммой 10 тыс. золотых рублей. Декрет признавал право граждан заключать договоры, не запрещенные законом. Однако декрет являлся декларацией, провозглашавшей общие принципиальные положения, без конкретной регламентации отдельных категорий прав, признанных в этом акте. Такую развернутую регламентацию должен был дать Гражданский кодекс, разработка которого возлагалась заключительным разделом декрета на Президиум ВЦИК и Совнарком.

## Комментарии
1. ↑  Свод законов римского права